# Дичезаре, Иоан

Румынские лётчики-асы, награждённые орденом Михая Храброго: Константин Кантакузино (первый слева), Иоан Дичезаре (второй слева), Тудор Грекеану, Александру Шербэнеску (второй справа), и Иоан Милу. 1943 г.

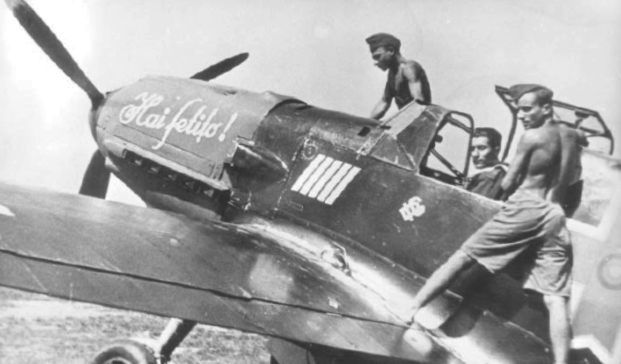
И. Дичезаре на своём истребителе «Давайте девочки!». 1942 г.

Иоан Дичезаре (рум. Ioan Dicezare; 12 августа 1916,  Бухарест — 10 августа 2012,  Бухарест) — румынский лётчик-ас, один из наиболее результативных пилотов-истребителей за всю историю румынской авиации.
К маю 1945 года Иоан Дичезаре, совершив более 500 боевых вылетов, одержал 16 подтвержденных и 3 вероятные победы. По другим данным одержал 40 воздушных побед.

## Биография
Итальянского происхождения, настоящая фамилия семьи Ди Чезаре.
С самого начала Второй мировой войны летал в составе 7-й истребительной группы («Grupul 7 Vânătoare»). Воевал против авиации СССР, США, а после выхода Румынии из Оси стран и союзников — против нацистской Германии.
Участвовал в сражениях под Сталинградом, Днепропетровском и Мариуполем, где он сражался на стороне немецкой авиации; до 23 августа 1944 участвовал в обороне нефтепромыслов Плоешти от авиабомбардировок авиации США, после 23 августа 1944 до конца войны воевал против люфтваффе.
Летал на истребителе Messerschmitt Bf.109, с опознавательным знаком  «Hai fetițo!» («Давайте девочки!»).
Самый известный боевой эпизод связан со сбитым им 22 апреля 1943 года советским двухмоторным дальним бомбардировщиком Ил-4. Иоан Дичезаре после приземления рядом с местом падения самолёта противника, угрожая пистолетом «беретта», взял в плен 2-х пилотов сбитого бомбардировщика.
Он был последним из оставшихся в живых пилотов 7-й истребительной группы ВВС Румынии, которым удалось избежать окружения и плена под Сталинградом.

## Награды
- Орден Михая Храброго 3-го класса с мечами (30 августа 1943)
- Орден Короны Румынии 5-й степени (ок. 1943)
- Офицерский крест ордена «За авиационную доблесть» (1943)
- Три золотых креста ордена «За авиационную доблесть» (19 сентября 1941, 4 ноября 1941, 1942)
- Железный Крест 1-го класса (17 августа 1943)
- Железный Крест 2-го класса (6 июня 1943)